# フラッグスタウン
フラッグスタウン（ふらっぐす・たうん　FLAGS TOWN）は、日本サッカー協会と日本プロサッカーリーグが公認するサッカー関連グッズ店舗の総称である。オフィシャルショップ。

## 概要
1993年に日本プロサッカーリーグ（Jリーグ）が発足した後の数年間は、Jリーグに加盟する全クラブチームのマスコットキャラクターなどを「ソニー」の関連会社である「ソニー・クリエイティブプロダクツ」が一括して製作・商標管理し、グッズ販売はソニー・クリエイティブプロダクツが運営する「カテゴリー・ワン」（Category-1）が一括して販売していた。また、ユニフォームは1993-1996年までは「ミズノ」が全クラブチームのユニフォームを一括して製作し、同社の取扱店で構成される「Jステーション」（J-Station）が同ユニフォームのレプリカ版を一括して一般販売していたが、その後はミズノ単独でのユニフォーム・サプライヤー（供給メーカー）契約が終了したのを契機に両店舗が発展的に解消する形でサッカー日本代表とJリーグの関連グッズを一括して扱うオフィシャルショップの「フラッグスタウン」（FLAGS TOWN）が誕生した。
1999年、Jリーグは『Jリーグ』や『Jリーグに加盟するクラブチーム』の商品化事業の提携先を、商品事業のノウハウをJリーグ内部に蓄積する目的でソニー・クリエイティブプロタクツからJリーグの関連会社である「Jリーグエンタープライズ」に移行した。
同店舗の取扱商品はJリーグに加盟するクラブチームとサッカー日本代表のレプリカ版ユニフォーム、関連Tシャツ等の服飾関係を中心にJリーグや日本代表の関連グッズを多岐に渡って取り揃えている。
なお、同店舗は主としてアルペンとスポーツDEPO、スポーツオーソリティ、ワールドスポーツプラザ等からの出店が多い。